# Борщовы
Борщовы —  древний дворянский род.
При подаче документов (май 1686) для включения рода в Бархатную книгу была предоставлена родословная роспись.
Род внесён в VI часть родословных книг  Ярославской, Тульской и Рязанской губерний.

## Происхождение и история рода
Происходит от шляхтича Борща, выехавшего из Литвы к великому князю Василию Ивановичу. Его сын Елизарий служил по Ярославлю и за выезд даны им вотчины. Иван Иванович упоминается на свадьбе дочери Иоанна III, Софьи Иоанновны, с кн. Васильем Даниловичем Холмским (13 февраля 1500). Семён Семёнович упоминается в Колыванском походе (1540). Соловей Елизарьевич подписался в 50 рублях в поручной записи по боярине Льве Андреевиче Салтыкове и его сыновьям (1566). Василий Ильич и Гаврило Иванович ранены при осаде Смоленска (1634).
Семь представителей рода владели населенными имениями (1699).

## Описание герба
Щит разделён на 4 части, из коих в 1-й, в голубом поле, изображён серебряный полумесяц, рогами в правую сторону обращённый. Во 2-й части, в золотом поле, находится агнец, держащий на правом плече красное знамя с крестом. В 3-й части, в красном поле, видна выходящая из левого бока щита рука в золотых латах с саблей. В 4-й части, в серебряном поле, дерево дуб с тремя желудями.
Щит увенчан шлемом и дворянской короной со страусовыми перьями. Намёт на щите голубой и красный, подложен золотом и серебром. Герб рода Борщовых внесён в Часть 7 Общего гербовника дворянских родов Всероссийской империи, стр. 21.

## Известные представители
- Борщовы: Никита Никитич, Андрей Гаврилович, Осип Фёдорович — стряпчие (1658-1676).
- Борщовы: Борис Гавриилович, Василий Ильич, Михаил Гаврилович, Никита Никитич, Степан Ларионович — московские дворяне (1671-1692).
- Борщовы: Андрей и Фёдор Васильевичи, Василий Андреевич, Матвей Михайлович, Нестор Ларионович — стольники (1680-1692).
- Борщов Матвей Михайлович — стольник царицы Прасковьи Фёдоровны (1686-1692)[3].
- Борщов Мельхиседек — архимандрит Новоиерусалимского монастыря (1727-1733).
- Борщов, Михаил Андреевич (? — около 1850) — русский военный и государственный деятель.
- Борщов, Сергей Семёнович (1754 — 1837) — генерал-лейтенант, сенатор.
- Борщов, Илья Григорьевич (1833 — 1878) — ботаник, специалист в области систематики и анатомии растений.
- Борщов, Адриан Воинович (1888 — 1952) — штабс-капитан, эмигрант, мемуарист.

Имения
1. Долбино (Белгородская область).